# Casellante
Il casellante, così chiamato perché solitamente ha l'alloggio in un casello ferroviario (oppure in una garitta ferroviaria opportunamente attrezzata) nei pressi del passaggio a livello, è un dipendente delle ferrovie (più spesso un appaltista) che ha il compito di chiudere il passaggio a livello (con barriere, semibarriere, cancelli ovvero catene con cartelle) prima del transito dei treni nel crocevia.

## Descrizione
Secondo i regolamenti correnti la chiusura del passaggio a livello al traffico stradale deve avvenire con un anticipo di almeno 5 minuti prima del transito dei convogli ferroviari.
Normalmente il casellante dispone (nel casello o nella garitta) di un telefono interno comunicante con le stazioni, con il quale può essere informato su eventuali ritardi dei treni. In questo modo egli può regolare i tempi di chiusura degli ostacoli in modo da non creare lunghe code di automezzi in attesa del passaggio del treno.
Il casellante ha in dotazione fanali speciali a batterie, con le cui lenti colorate può segnalare tempestivamente al macchinista il "via libera" (lente verde) oppure l'esistenza di pericolo (lente rossa).
L'attuale tendenza delle gestioni, ai fini economici, è di eliminare la figura professionale del casellante rimpiazzandola con l'automazione del passaggio a livello.

## Letteratura
Un casellante è il protagonista della novella di Gerhart Hauptmann Il casellante Thiel.

## Musica
La figura del casellante viene invocata dal protagonista del brano Binario cantato da Claudio Villa.

## Cinema
Ruolo e funzioni del casellante sono oggetto di un battibecco nel film Non ci resta che piangere interpretato da Roberto Benigni e Massimo Troisi.